# Gajusz Apiusz Juniusz Sylan
Gaius Appius Iunius Silanus (zm. 42) – polityk rzymski w czasie panowania dynastii julijsko-klaudyjskiej.
W 25 n.e. sprawował urząd pretora miejskiego (praetor urbanus). Konsul w 28 n.e wraz z Publiuszem Siliuszem Nerwą. W 32 n.e wraz z kilkoma znakomitymi senatorami (Mamerkus Emiliusz Skaurus, Gajusz Azyniuz Pollion, Sabinus Kalwizjusz) został oskarżony  o obrazę majestatu cesarza Tyberiusza. Uniknął skazania, gdy jeden z donosicieli, trybun kohorty miejskiej, Celsus, wycofał oskarżenie. Około roku 38 wszedł w skład kolegium Bractwa Arwalskiego, w 39 został wybrany jego przewodniczącym (magister).
W latach 40–41 legat w Hiszpanii. W 41 n.e. poślubił Domicję Lepidę stając się ojczymem przyszłej cesarzowej Messaliny i Faustusa Korneliusza, w przyszłości zięcia cesarza Klaudiusza. Wraz z żoną opiekowali się jej bratankiem, w przyszłości cesarzem Neronem. Swetoniusz relacjonuje jego zgładzenie w 42 jako przykład skrajnej podejrzliwości i trwożliwości cesarza Klaudiusza. Cesarzowa Mesalina i wpływowy na dworze Klaudiusza wyzwoleniec Narcyz postanowili zgubić Apiusza Sylana. Umówiwszy się uprzednio opowiedzieli Klaudiuszowi że rzekomo mieli sny, w których widzieli jak Appiusz morduje cesarza. Gdy zaanonsowano nagłe przybycie Apiusza, któremu wcześniej to polecili, Klaudiusz przestraszony, że spełnia się sen, rozkazał pochwycić Apiusza i stracić go. Publicznie, w senacie cesarz dziękował wyzwoleńcowi, że nawet we śnie czuwa nad jego bezpieczeństwem.
Możliwe, że z pierwszej, nieznanej z imienia, żony miał syna Marka Appiusza Juniusza Silana, konsula zastępczego około 54.